# KunstRAI

## Over de beurs

KunstRAI 2024 (Almicheal Fraay)

De KunstRAI is een jaarlijkse beurs voor hedendaagse, autonome en toegepaste kunst in Amsterdam. Elk jaar brengt de beurs galerieën en hun kunstenaars samen met kunstliefhebbers en -verzamelaars uit het hele land. Tijdens de beurs worden presentaties van meer dan honderd galerieën getoond, die elk op unieke wijze hun werk presenteren aan het gevarieerde publiek. De ruim 20.000 bezoekers ervaren tijdens de beurs een uitgebreide weerspiegeling van de Nederlandse kunstsector. 
Het aanbod richt zich op hedendaagse autonome schilder- en beeldhouwkunst, fotografie en nieuwe media. Ook is er plaats voor toegepaste kunst, design en kunsthandel met werk van na 1945.

## Geschiedenis
De KunstRAI is opgericht in 1984 door Wim van Krimpen en daarmee de oudste beurs in haar genre in Nederland en een van de oudste in Europa. In 2006 werd de naam tijdelijk veranderd in Art Amsterdam. Sinds 2012 wordt het evenement weer gehouden onder de oorspronkelijke naam. De beurs wordt georganiseerd door Onderneming & Kunst.
De beurs is altijd georganiseerd in beurscomplex RAI Amsterdam (architect Alexander Bodon) waar ze onder andere plaatsvond in de Amstelhal en Europahal en sinds 2023 in de Parkhal bij het Beatrixpark. 
Naast de presentaties van deelnemende galerieën, toont de KunstRAI een vaak speciale tentoonstellingen en verschillende programma's voor deelnemers. Van 2014 tot en met 2019 vond bijvoorbeeld het 'KunstRAI diner' plaats, waarbij deelnemers met hun klanten na openingstijden uitgebreid konden dineren in de wandelgangen van de beurs. 
In 2019 vierde de beurs haar 35e editie en in 2024 vielen de vieringen omtrent 40 jaar KunstRAI samen met 750 jaar Amsterdam.

## Programma
De KunstRAI is niet alleen de plek om kunst te kopen, maar biedt ook een uitgebreid programma met activiteiten. Zo brengt de Artist Night op vrijdagavond bezoekers en kunstenaars samen. De presentatie bij Backstage Academy biedt de mogelijkheid om het jongste werk te ontdekken en de diverse rondleidingen leiden nieuwe verzamelaars naar de deelnemers.
Sinds 2016 wordt elk jaar een special plein toegewijd aan een andere stad of streek. Steden als Berlijn, Antwerpen en Barcelona en landen als Japan, Marokko en Denemarken kwamen aan bod. In 2024 werd, in het kader van 750 jaar Amsterdam, Focus Amsterdam georganiseerd. 
Sinds 2021 wordt de ruimte bij de entree, circa 750 vierkante meter, gereserveerd voor het Beeldenplein, waarvoor alle deelnemers een werk kunnen voorleggen. De getoonde beelden worden gezien hun omvang slechts zelden getoond in een galerie of beursstand.

## Vormgeving
In haar 40-jarige geschiedenis heeft de KunstRAI verschillende vormgevingen gekend. Ontwerpers, vormgevers en kunstenaars zoals Gielijn Escher, Robin Uleman, Dietwee, Anthon Beeke en Mart Warmerdam hebben hun naam aan de beurs verbonden.

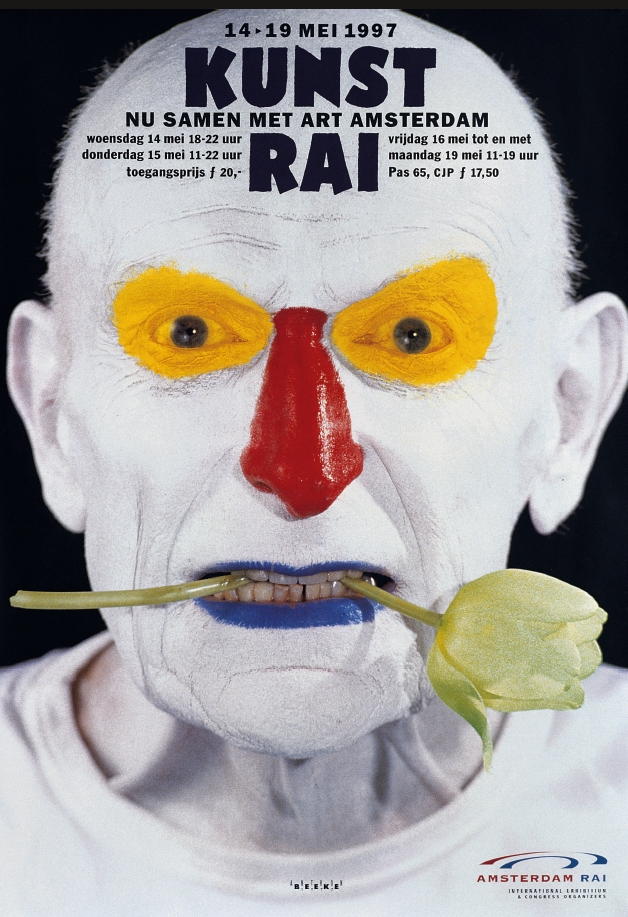
Affiche KunstRAI 1997 - Benno Premsela (Anthon Beeke)

## Directie
| van  | tot   | Directeur          |
| ---- | ----- | ------------------ |
| 1984 | 1990  | Wim van Krimpen    |
| 1990 | 1991  | Jacob Witzenhausen |
| 1992 | 2002  | Erik Hermida       |
| 2003 | 2009  | Anneke Oele        |
| 2010 | 2011  | Edo Dijksterhuis   |
| 2012 | heden | Erik Hermida       |

## Kunstprijs
Vanaf 2004 werd op de KunstRAI de 'Thieme Art Award' uitgereikt aan een veelbelovende kunstenaar onder de 35. De prijs bestond uit een speciale solotentoonstelling op de KunstRAI het jaar daarop vergezeld van een catalogus van het werk. De prijs werd door de jury in 2004 toegekend aan Folkert de Jong, in 2005 aan Jasper de Beijer, in 2006 aan Martina Sauter, in 2007 aan Karin Sargsjan, in 2008 aan Zilvinas Landzbergas, in 2009 aan Gijs van Lith en in 2010 aan Pauline Oltheten. Vanaf 2011 werd de prijs (achteraf eenmalig) voortgezet als de 'Lecturis Award' en gewonnen door Edward Clydesdale Thomson.